# K2-288 Bb
K2-288 Bb (precedentemente denominato EPIC 210693462 b) è un esopianeta orbitante nella zona abitabile di K2-288 B, una stella nana rossa di piccola massa facente parte di un sistema stellare binario nella costellazione del Toro, costituito da due stelle nane rosse e distante circa 226 anni luce dal sistema solare. La scoperta, annunciata il 7 gennaio 2019 è avvenuta da parte di astronomi dilettanti analizzando i dati del telescopio spaziale Kepler durante la sua missione estesa (K2 mission).

## Sistema stellare
Le due stelle del sistema sono piccole e fredde nane rosse che orbitano attorno al comune centro di massa a un distanza tra loro di circa 55 UA, vale a dire quasi il doppio che separa Nettuno dal Sole. K2-288, la principale, ha una massa del 52% e un raggio del 45% di quelli del Sole e la sua temperatura superficiale è di 2584 kelvin. La secondaria, meno massiccia ma più densa, ha invece una massa del 33% e un raggio del 32% di quelli del Sole. Entrambe le stelle sono carenti di metalli, con un'abbondanza di elementi più pesanti dell'elio della metà rispetto al Sole.

## Scoperta
Durante la sua missione estesa, da aprile a settembre 2015, Kepler aveva osservato un paio di transiti su K2-288, tuttavia anche a causa di alcuni errori derivanti da un difetto del telescopio spaziale, gli astronomi non approfondirono ulteriormente gli studi dedicandosi a candidati apparentemente più probabili. 
Nel 2017 decisero di caricare i dati in Zooniverse Exoplanet Explorers, portale di citizen science, in modo che anche i normali cittadini e astronomi amatoriali potessero studiare i dati di Kepler. Dopo l'osservazione di 3 transiti, alcuni volontari arrivarono alla conclusione che il possibile pianeta fosse situato nella zona abitabile, e questo destò l'interesse degli astronomi originari e di un altro membro del Goddard Space Flight Center della NASA. Osservazioni della stella condotte da Adina Feinstein dall'Osservatorio Keck alle Hawaii portarono alla scoperta della natura binaria del sistema, che avrebbe potuto creare un falso positivo. Ulteriori osservazioni di transiti, anche tramite il telescopio spaziale Spitzer, suggerivano comunque che si trattava di un esopianeta e che il transito avveniva davanti alla stella più piccola, K-288 B. Calcolati raggio, orbita e temperatura del pianeta l'annuncio della scoperta è avvenuto alla 233ª riunione dell'American Astronomical Society a Seattle, il 7 gennaio 2019.

## Caratteristiche
K2-288Bb ha un raggio di 1,9 R⊕, ma non si conosce la massa e quindi la densità: pianeti di questo tipo, con un raggio compreso tra 1,5 e 2 volte quello della Terra potrebbero essere della super terre, dei pianeti oceanici, oppure dei mininettuno, chiamati anche nani gassosi perché potrebbero aver trattenuto strati volatili densi tipici dei giganti gassosi, e di conseguenza sarebbero ostili per la vita extraterrestre. Esempi di pianeti con lo stesso raggio ma di diversa natura sono GJ 9827 d, che si pensa sia un mininettuno poiché la densità è decisamente minore di quella terrestre, e LHS 1140 b, che al contrario, nonostante un raggio simile, ha una densità che è più del doppio di quella terrestre, ed è quindi quasi certamente un pianeta roccioso.
K2-288 Bb ha una temperatura di equilibrio di 226 K (-47 °C) (meno dei 255 K della Terra (-18 °C) e riceve solo il 43% della radiazione che riceve la Terra dal Sole.
Il pianeta orbita a 0,164 UA circa dalla propria stella, molto meno luminosa del Sole e avente massa e raggio rispettivamente del 33% e del 32% di quelli del Sole. Data la distanza il pianeta è probabilmente in rotazione sincrona e volge sempre lo stesso emisfero verso la stella madre.